# 안녕하세요 하느님
《안녕하세요 하느님》은 2006년 1월 9일부터 2006년 2월 28일까지 방송된 KBS 월화 미니시리즈이다.
- 원작은 32세의 지적장애인 찰리 고든과 생쥐 앨저넌이 뇌수술로 천재가 되지만, 퇴행현상을 보인다는 미국의 소설 《앨저넌에게 꽃을》(Flowers for algernon)이다.
- 한편, 김성수 (자물통 역)가 해당 작품을 통해 정극 데뷔를 했으며[1] 이로 인해 MBC《무한도전》에서 모두의 만류에도 자진 하차했다.

그러나, 4회까지 대사가 한마디도 없었던 데다 시청률도 저조하고 분량도 적어 김성수의 드라마 데뷔는 실패로 끝났다.

## 등장 인물

### 주요 인물
- 유건 : 하루 역 - 지적장애인
- 김옥빈 : 서은혜 역 - 사기꾼
- 이종혁 : 박동재 역 - 정신과의사

### 주변 인물
- 김성수 : 자물통 역
- 추소영 : 유민주 역
- 강신일 : 강 사장 역 - 소규모 청소용역회사 대표
- 나경민 - 주선생 역
- 이성민 - 형사 역 (1회, 2회)

### 그 외 인물
- 이연선
- 양현태 : 의사 역
- 김하은
- 고규필
- 김승욱

## 참고 사항
- 당초 김래원과 하지원이 남녀 주인공으로 물망에 올랐으나 출연료, 대본 수정 등의 조율 과정에서 문제로 고사했다.[3]

## 특이사항
- 2006년 1월 30일 - 설 특선영화 《우리 형》편성으로 결방[4]
- 2006년 2월 6일 - 2회 연속 편성